# Déchaux Hélicop-Jet
Le Déchaux Hélicop-Jet est un hélicoptère français.

## Description

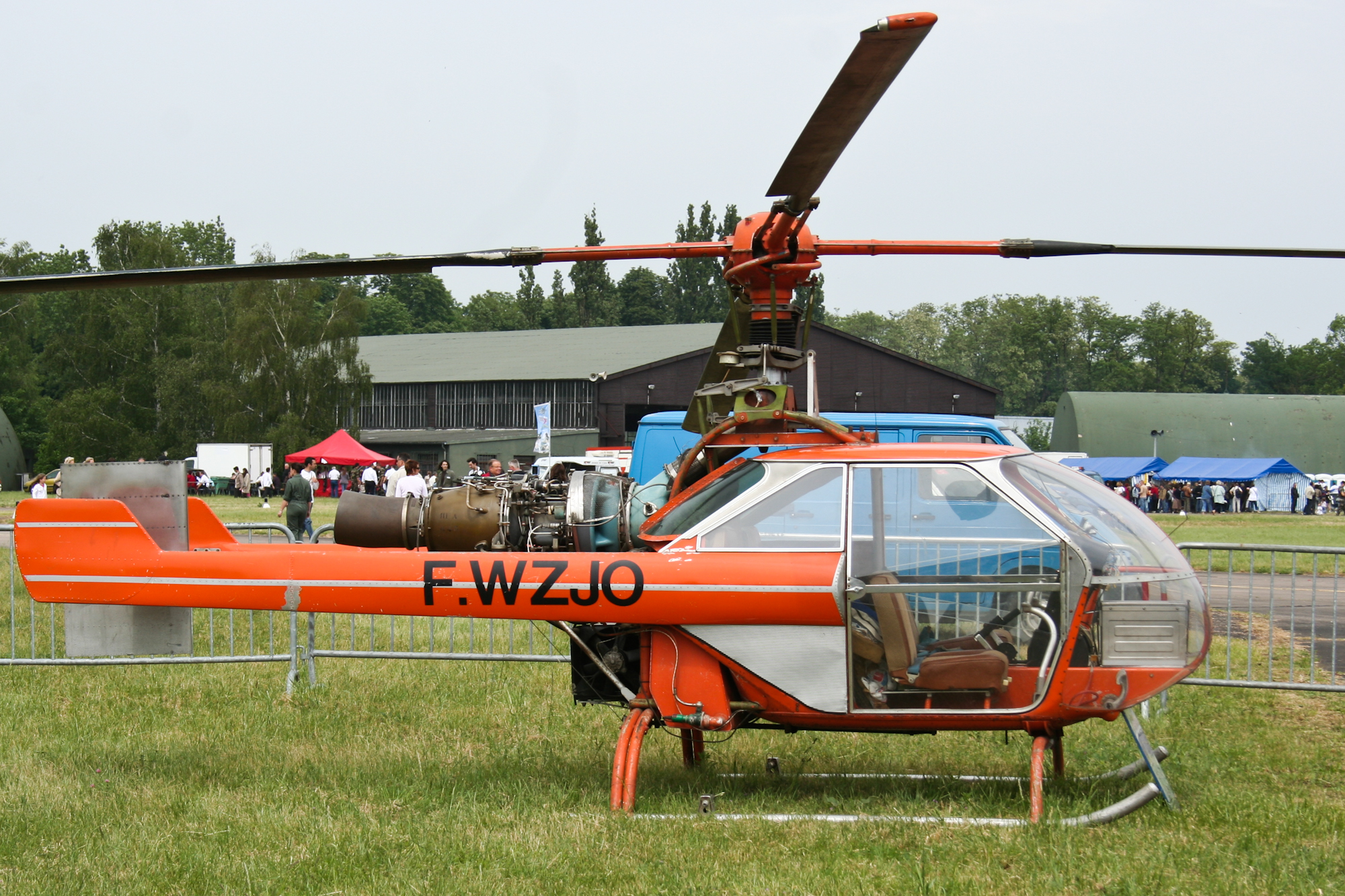
Déchaux Helicop-Jet no 2 F-WZJO sur la BA128 Metz-Frescaty en mai 2007

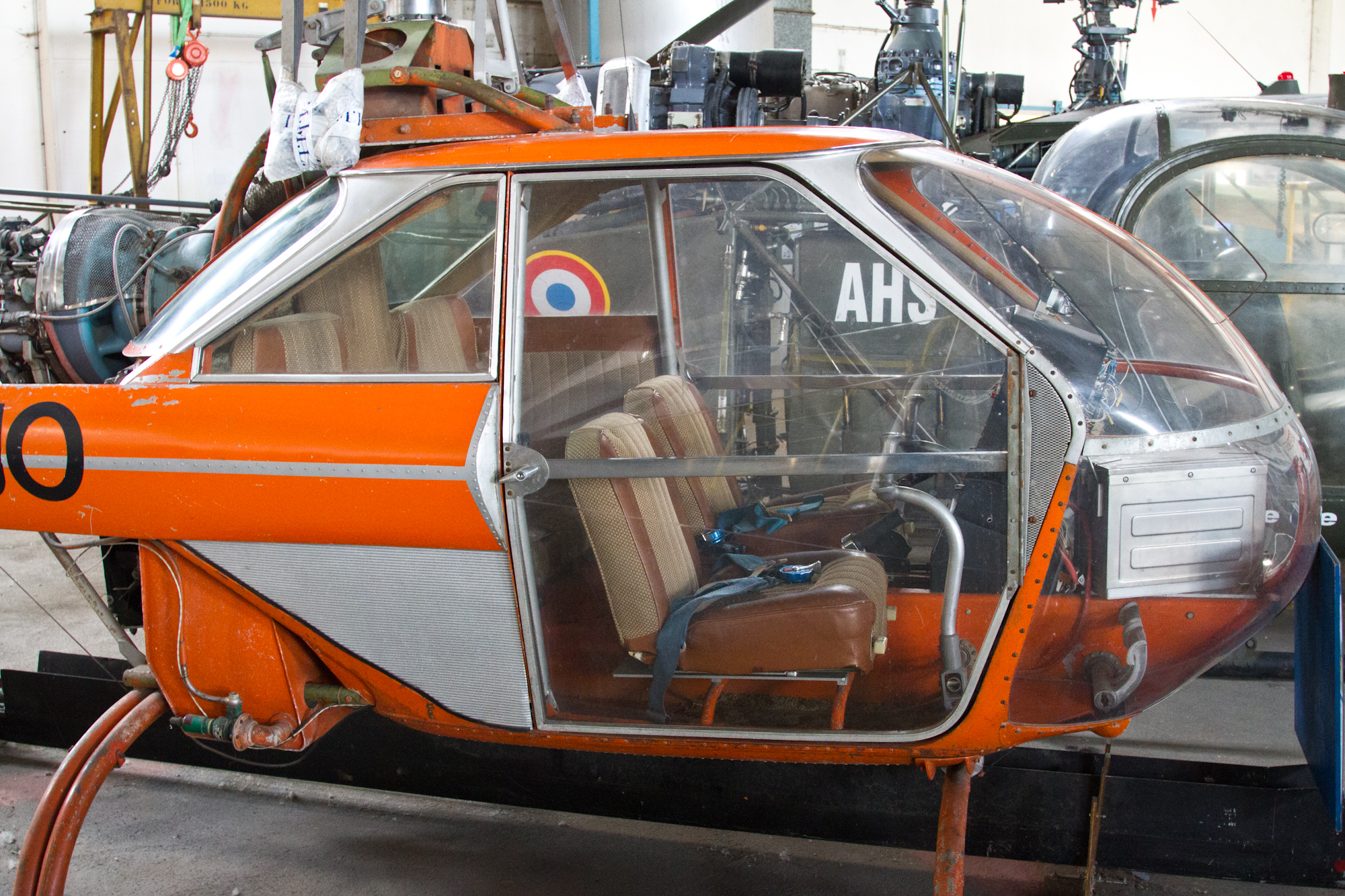
Hélicop-Jet no 2 au Musée de l'Aviation de Lyon-Corbas

L'Hélicop-Jet a été construit par Charles Déchaux. Sa cabine est constituée de deux pavillons de voitures Panhard PL-24c, l'un pour le plancher de l'hélicoptère et l'autre pour le toit. 

Une maquette grandeur nature est exposée au Salon du Bourget de 1969. 

Le premier prototype, immatriculé "F-WZAI" effectue son premier vol en décembre 1976 sur l'héliport d'Issy-les-Moulineaux avec aux commandes monsieur Heurtau, directeur technique d'Héli-Union. L'appareil est équipé d'un turbogénérateur Palouste IV qui a équipé le SO.1221 Djinn.

Le deuxième prototype, "F-WZJO" effectue son premier vol le 12 décembre 1984, toujours à Issy-les-Moulineaux. Il est cette fois équipé d'une turbine Turbomeca Astazou IIIA de 600 ch. Il a continué ses essais à La Ferté-Alais, sous la direction de l'ingénieur Jean Richard et piloté par Philippe Fouquaux. Comme pour le premier prototype, le deuxième semblait largement sous-motorisé.

Les essais du no 2 ont cessé en 1985. La même année, la société Hélicop-Jet Project Management voit le jour à Montréal avec pour objectif la production d'un hélicoptère dérivé de l'Hélicop-Jet, sans succès pour l'instant.

## Survivant
Le protoype no 2 est donné au CELAG (Centre d'Études et de Loisirs Aérospatiaux de Grenoble) en juillet 2001. 
Depuis juillet 2007, il est exposé dans les collections du Musée de l'Aviation de Lyon-Corbas.